# Trichosirius inornatus
Trichosirius inornatus là một loài ốc biển kích thước trung bình-nhỏ, là động vật thân mềm chân bụng sống ở biển trong họ Capulidae.